# Albinas Januška
Albinas Januška (* 2. Juni 1960 in Sarapiniškės, Rajongemeinde Tauragė) ist ein litauischer Politiker und Diplomat.

## Leben
Nach dem Abitur 1978 an der Internatssportschule Trakai studierte er von 1978 bis 1983 an der Vilniaus universitetas und an der Universität Leningrad in Russland. Von 1983 bis 1990 war er wissenschaftlicher Mitarbeiter am Institut für angewandte Enzymologie. Von 1990 bis 1992 war er Deputat im Seimas. Ab 1992 arbeitete er am Außenministerium Litauens, von 1993 bis 1998 als Vizeminister und danach als Botschafter.
Ab 1988 war er Mitglied von Sąjūdis und ab 1989 der Lietuvos socialdemokratų partija. 1998 wurde ihm für einen bedeutenden persönlichen Beitrag zur Entwicklung der ukrainisch-litauischen Zusammenarbeit der Orden des Fürsten Jaroslaw des Weisen 2. Klasse verliehen.